# Ptericoptus fuscus
Ptericoptus fuscus är en skalbaggsart som beskrevs av Bates 1885. Ptericoptus fuscus ingår i släktet Ptericoptus och familjen långhorningar. Inga underarter finns listade i Catalogue of Life.